# Diane di Prima
Diane di Prima, född 6 augusti 1934 i Brooklyn i New York, död 25 oktober 2020 i San Francisco, Kalifornien, var en amerikansk poet. Hon deltog under 1950- och 1960-talet i beatnikrörelsen. På engelska har hon sedan 1958 gett ut ett tiotal diktsamlingar, och som förläggare eller redaktör har hon varit delaktig i ett knappt 50-tal bokutgåvor. 1976 läste di Prima upp dikter vid The Bands avskedskonsert The Last Waltz. 2009 utsågs hon till "Poet Laureate of San Francisco".

## Biografi

### Bakgrund
Di Prima föddes i New York-stadsdelen Brooklyn. Hon studerade en tid på Swarthmore College innan hon bestämde sig för att bli en Manhattanpoet. Hon är en andra generationens italiensk-amerikan, och hennes morfar – Domenico Mallozzi – var en aktiv anarkist och bekant med Carlo Tresca och Emma Goldman. Di Prima började tidigt skriva och var vid 19 års ålder brevvän med Ezra Pound och Kenneth Patchen. Hennes första diktsamling, This Kind of Bird Flies Backward, publicerades 1958.

### Beatnikrörelsen
Di Prima bodde under sena 1950- och tidiga 1960-talet på Manhattan, där hon deltog i den uppblommande beatnikrörelsen. Hon tillbringade en tid i Kalifornien och flyttade så småningom till San Francisco. Di Prima kom därefter att delta i den begynnande hippierörelsen, dit hon kom med sin beatnikerfarenhet och kontakter inom östkustens konstmiljöer.
Diane di Prima var medredaktör för tidningen The Floating Bear och medgrundare till Poets Press. Vid flera tillfällen anmäldes hon och förlaget för obsceniteter, och 1961 arresterades hon av FBI på grund av två dikter i The Floating Bear.
1966 tillbringade di Prima en tid i Millbrook som del av Timothy Learys psykedeliska gemenskap, och våren samma år gav hon ut de två första utgåvorna av Learys Psychedelic Prayers. 1969 skrev hon Memoirs of a Beatnik, en fiktionaliserad, erotisk berättelse där hon skildrade sina erfarenheter från beatnikrörelsen.
Från 1974 till 1997 lärde di Prima ut poesi vid Jack Kerouac School of Disembodied Poetics, belägen vid Naropa Institute i Boulder, Colorado. Där hade hon som lärarkollegor andra namn från beatnikrörelsen som Allen Ginsberg, William Burroughs och Gregory Corso. 2001 publicerade hon Recollections of My Life as a Woman: The New York Years.

### Karriär
I slutet av 1960-talet flyttade di Prima permanent till Kalifornien, där hon sedan dess varit bosatt. Där studerade hon också buddhism, sanskrit, gnosticism och alkemi. 1966 undertecknade hon en försäkran att vägra betala skatt, som protest mot Vietnamkriget.
1976 läste di Prima två av sina dikter vid The Bands avskedkonsert The Last Waltz. Den första dikten var "Get Yer Cut Throat off My Knife" och den andra "Revolutionary Letter #4". 
1978 publicerade di Prima ett av sina större verk, långpoemet Loba som 20 år senare återtrycktes i en utökad utgåva. Pieces of a Song, en samling med utvalda dikter, kom 1990 och memoarboken Recollections of My Life as a Woman kom 2001.
Sammanlagt har di Prima skrivit eller varit redaktör för nästan 50 böcker, och hennes verk har översatts till mer än 20 språk. Diane di Prima har sedan 1960-talet också arbetat som fotograf och kollagekonstnär, och runt millennieskiftet började hon ägna sig åt akvarellmåleri.

### Familj
Di Prima har fem barn: Jeanne di Prima, Dominique di Prima, Alex Marlowe, Tara Marlowe och Rudi di Prima. Hon var 1962–69 gift med Alan Marlowe och 1972–75 gift med Grant Fisher.

## Stil och utmärkelser
Diane di Primas poesi visar ofta fram kampen kring de sociala och politiska motrörelserna under 1960- och 1970-talet. Dessutom har många av hennes dikter också kretsat kring relationer och personliga ämnen. En av hennes mest kända poem, "Brass Furnace Going out", handlar om en abort som hon genomgick. Större delen av hennes nyare verk har kvinnliga förtecken och religiösa motiv – särskilt med österländsk anknytning.
2009 valdes di Prima till "Poet Laureate of San Francisco". Därefter har vissa ansträngningar inletts för att uppkalla en gata i staden efter henne.

### På svenska
- 2009 – Carlsson Kristian, red. Kvinnas beat: 9 poeter från beatnikeran. Malmö: Smockadoll. ISBN 978-91-86175-02-3 (antologi)

## Film om Diane di Prima
- 2011 – The Poetry Deal: A Film with Diane di Prima, regisserad av Melanie La Rosa.[16]

## Källhänvisningar
Den här artikeln är helt eller delvis baserad på material från engelskspråkiga Wikipedia, 10 oktober 2014.
1. ↑  Archive of Fine Arts, abART person-ID: 26436, läst: 1 april 2021.[källa från Wikidata]
2. ↑  hämtat från: latinspråkiga Wikipedia.[källa från Wikidata]
3. ↑  American Women Writers : A Critical Reference Guide from Colonial Times to the Present, 1979.[källa från Wikidata]
4. ↑  hämtat från: danskspråkiga Wikipedia härlett från: Kategori:Amerikanska självbiografer, läst: 14 juni 2019.[källa från Wikidata]
5. ↑  https://www.nytimes.com/2020/10/28/books/diane-di-prima-dead.html
6. ↑  Mall, © Stanford University 450 Serra; Stanford; Complaints, California 94305 723-2300 Terms of Use | Copyright. ”San Francisco’s Diane di Prima is dead at 86: she decided to be a poet at 14, and wrote every day for the rest of her life.” (på amerikansk engelska). The Book Haven. http://bookhaven.stanford.edu/2020/10/san-francisco-beat-poet-diane-di-prima-has-died-at-86/. Läst 26 oktober 2020.
7. ↑  ”Diane Di Prima (1934-2020)” (på amerikansk engelska). The Allen Ginsberg Project. 26 oktober 2020. https://allenginsberg.org/2020/10/diane-di-prima-1934-2020/. Läst 26 oktober 2020.
8. ↑  "Biography of Diane di Prima". Dianediprima.com. Läst 17 oktober 2014. (engelska)
9. ↑  Knight, Brenda (1996): Women of the Beat Generation: The Writers, Artists and Muses at the Heart of ... s. 124. Google.se. Läst 29 oktober 2014. (engelska)
10. ↑  "Diane Di Prima Papers". Arkiverad 5 november 2012 hämtat från the Wayback Machine. Thomas J. Dodd Research Center. Läst 17 oktober 2014. (engelska)
11. ↑  "Time Has Come, The .... We Will Refuse to Pay Our Federal Income Taxes Voluntarily". Arkiverad 30 mars 2012 hämtat från the Wayback Machine. Brynmawr.edu. Läst 17 oktober 2014. (engelska)
12. ↑  Minturn, Neil (2005): The Last Waltz of The Band, s. 97. Google.se. Läst 29 oktober 2014. (engelska)
13. ↑  "Diane di Prima Papers" University of Louisville Archives & Special Collections. Läst 17 oktober 2014. (engelska)
14. ↑  "Diane di Prima". The Beat Page. Läst 17 oktober 2014. (engelska)
15. ↑  "The people’s poet". Sfgate.com. Läst 17 oktober 2014. (engelska)
16. ↑  "The Poetry Deal: A Film with Diane di Prima". Wmm.com. Läst 17 oktober 2014. (engelska)